# 19 Memories
Singles de Miliyah Katō
Lalala / Futurechecka
(2007) Sayonara Baby / Koishiteru
(2008)
19 Memories est le 12esingle de Miliyah Katō sorti sous le label Mastersix Foundation le 21 février 2008 au Japon. Il atteint la 16e place du classement de l'Oricon. Il se vend à 12 445 exemplaires la première semaine, et reste classé pendant 9 semaines, pour un total de 23 062 exemplaires vendus.
19 Memories est inspirée de la chanson Sweet 19 Blues de Namie Amuro. 19 Memories se trouve sur la compilation Best Destiny et sur l'album Tokyo Star.

## Liste des titres
| 1. | 19 Memories                | Tetsuya Komuro, Miliyah Katō | Tetsuya Komuro, Miliyah Katō, Shingo S.                         | 5:52 |
| 2. | Good bye my teenage        | Miliyah Katō                 | Miliyah Katō, 3rd Productions                                   | 3:41 |
| 3. | 19 Memories (REMIX)        | Tetsuya Komuro, Miliyah Katō | Tetsuya Komuro, Miliyah Katō, Shingo S., 3rd Productions(Remix) | 5:26 |
| 4. | 19 Memories (Instrumental) | Tetsuya Komuro, Miliyah Katō | Tetsuya Komuro, Miliyah Katō, Shingo S.                         | 5:49 |